# Carlos Casares Mouriño
Carlos Casares Mouriño (Xinzo de Limia, Ourense, 1941 - Vigo, 2002) fou un escriptor gallec. Estudià filosofia i lletres a la Universitat de Santiago de Compostel·la. Fou lector a diverses universitats europees i quan tornà a Galícia establí la residència a Vigo, on ha estat professor d'institut i escriptor. Ideològicament, està marcat per Ramon Piñeiro i pel grup galleguista vinculat a l'Editorial Galaxia. Fou elegit membre de la Reial Acadèmia Gallega el 1977, diputat autonòmic pel PSdeG-PSOE a les eleccions al Parlament de Galícia de 1981 i president del Consello da Cultura Galega el 1996. També ha col·laborat a Grial, que dirigí de 1989 a 2002, i La Voz de Galicia. Ha escrit les biografies de Vicente Risco, Otero Pedrayo, Ramón Piñeiro i Curros Enríquez i ha traduït al gallec «Le petit prince» (1983) d'Antoine de Saint-Exupéry, «Els escarabats volen pel capvesptre» (1989) de la sueca Maria Gripe i «The old man and the sea» (1998) d'Ernest Hemingway.
El 1976 rebé el Premi de la Crítica de narrativa gallega per Xoquetes para un tempo perdido, el 1996 per Deus sentado nun sillón azul i el 2002 per O sol do veran.

## Obres

### Narracions
- «Vento ferido» (1967)
- «Cambio en tres» (1969)
- «Xoguetes pra un tempo prohibido» (1975)
- «Os escuros soños de Clío» (1979)
- «Ilustrísima» (1980)
- «Os mortos daquel verán» (1987)
- «Na marxe de cada día: follas dun diario» (1994)
- «Deus sentado nun sillón azul» (1996)
- «Un país de palabras» (1999)
- «O sol do verán» (2002)

### Literatura infantil
- «A galiña azul» (1968)
- «As laranxas máis laranxas de tódalas laranxas» (1973)
- «O can Rin e o lobo Crispín» (1983)
- «Lolo anda en bicicleta» (1996)
- «O galo de Antioquía» (1994)
- «Un polbo xigante» (2000)
- «Este é Toribio» (1991)
- «Toribio contra o profesor Smith» (1991)
- «Toribio e o contador de contos» (1991)
- «Toribio ten unha idea» (1992)
- «Toribio revoluciona o tráfico» (1994).

### Assaig
- «Á marxe. Palabra de escritor (2 de enero - 10 de marzo de 2002)» (2003)
- «Á marxe, 1992» (2005)
- «Á marxe, 1993» (2005)
- «Á marxe, 1994» (2006)
- «Á marxe, 1995» (2006).